# Eunidia varicolor
Eunidia varicolor là một loài bọ cánh cứng trong họ Cerambycidae.